# 合戸駅
合戸駅（ごうどえき）は、かつての静岡県小笠郡浜岡町（現御前崎市）にあった、静岡鉄道駿遠線の駅である。

## 隣の駅
静岡鉄道駿遠線
塩原新田駅 - 合戸駅 - 千浜駅